# Lucy (film, 2006)
Cet article concerne le film de Henner Winckler. Pour le film de Luc Besson, voir Lucy.
Pour les articles homonymes, voir Lucy.
Lucy est un film allemand réalisé par Henner Winckler en 2005[réf. nécessaire] et sorti en 2006.

## Synopsis
Gordon et Lucy, une jeune mère célibataire, se rencontre dans une discothèque, Lucy qui vivait avec sa mère, s’installe avec Gordon. Ce jeune couple essaye malgré leur jeunesse d’élever l’enfant.

## Fiche technique
- Titre original : Lucy
- Réalisateur : Henner Winckler
- Scénariste : Henner Winckler, Stefan Kriekhaus
- Image : Christoph Dehmel-Osterloh
- Caméra : Christine A. Maier
- Montage : Bettina Böhler
- Son : Johannes Grehl
- Costumes : Lotte Sawatzki
- Genre : Drame, romance
- Durée : 92 minutes
- Année : 2005[réf. nécessaire]
- Pays :  Allemagne
- Langue : allemand
- Couleur : Couleur
- Dates de sortie :   
  - 19 juillet 2006 (France)
- Production : Schramm Film (Allemagne)

## Distribution
- Kim Schnitzer : Maggy
- Gordon Schmidt : Gordon
- Feo Aladag : Eva
- Polly Hauschild : Lucy
- Ninjo Borth : Mike
- Ganeshi Becks : Nadine
- Jakob Bieber : Daniel
- lara Manzel : Steffi
- Gerdy Zint : Gordons erste Freundin
- Jakob Panzek : Gordons Freund
- Annette Tolzmann : Gordons zweite Freundin
- Charlotte Mellahn : Maggys erste Freundin
- Sophie Kempe : Maggys zweite Freundin
- Irina Potapenko : Maggys dritte Freundin
- Jonas Hien : Mann in der Bar #1